# Theope eudocia
Theope eudocia is een vlindersoort uit de familie van de prachtvlinders (Riodinidae), onderfamilie Riodininae.
Theope eudocia werd in 1851 beschreven door Westwood.